# 栃木県道211号豊原高久線

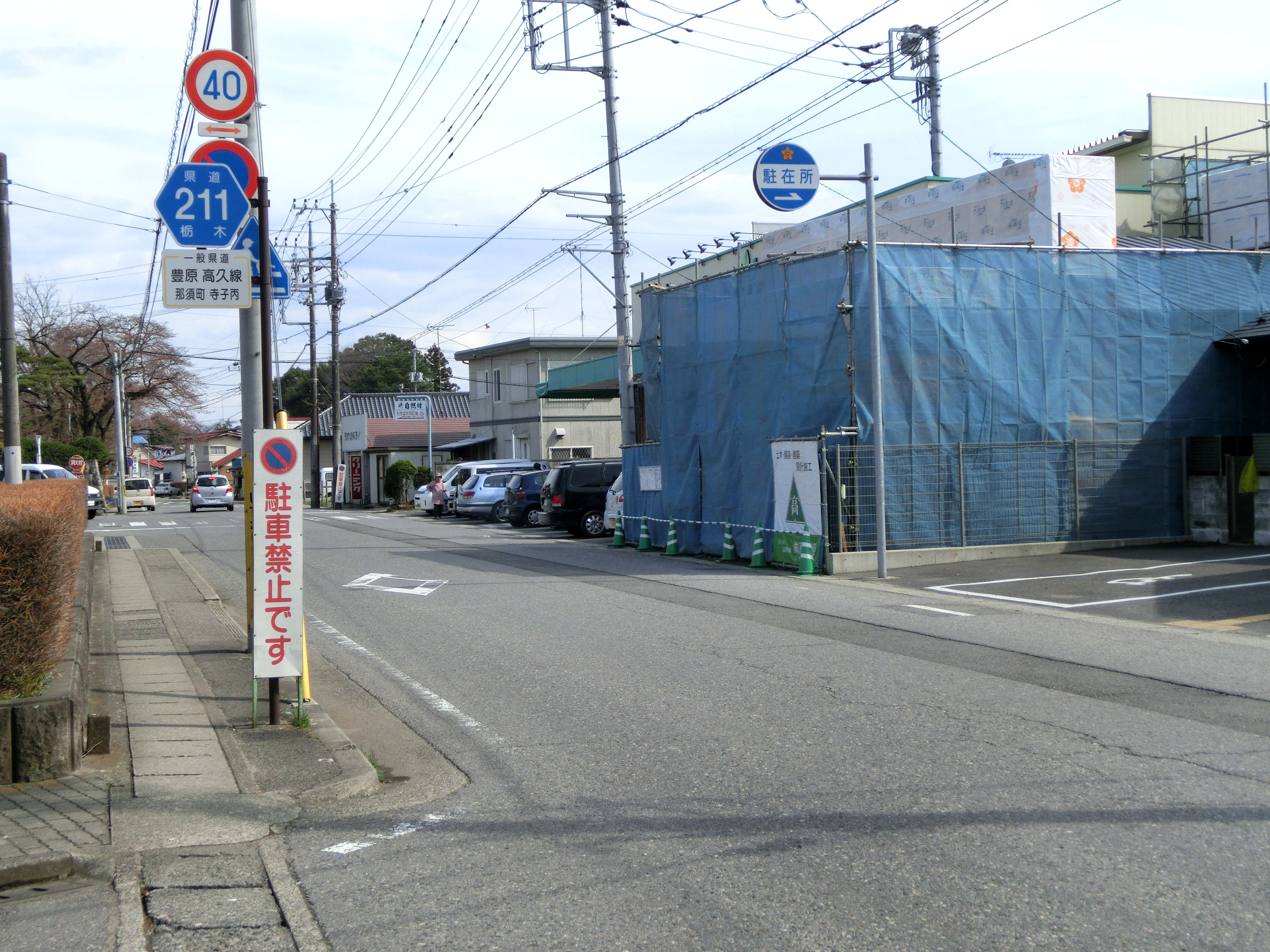
那須郡那須町寺子丙付近

栃木県道211号豊原高久線（とちぎけんどう211ごう とよはらたかくせん）は、栃木県那須郡那須町内を走る一般県道である。

## 路線概要
- 指定：1961年（昭和36年）4月1日
- 距離：12.098km
- 起点：栃木県那須郡那須町豊原甲（栃木県道186号寄居豊原停車場線）
- 終点：栃木県那須郡那須町高久甲（国道4号交点）

本路線の大部分は、元々東北本線の旧線であった。
昭和57年の東北新幹線開業に伴い、東北新幹線との交差部が立体化された。

## 交差する主な道路
- 栃木県道28号大子那須線（那須町寺子丙）

## 沿線施設
- 那須町役場
- JR東北本線 高久駅